# 소니 앤 셰어

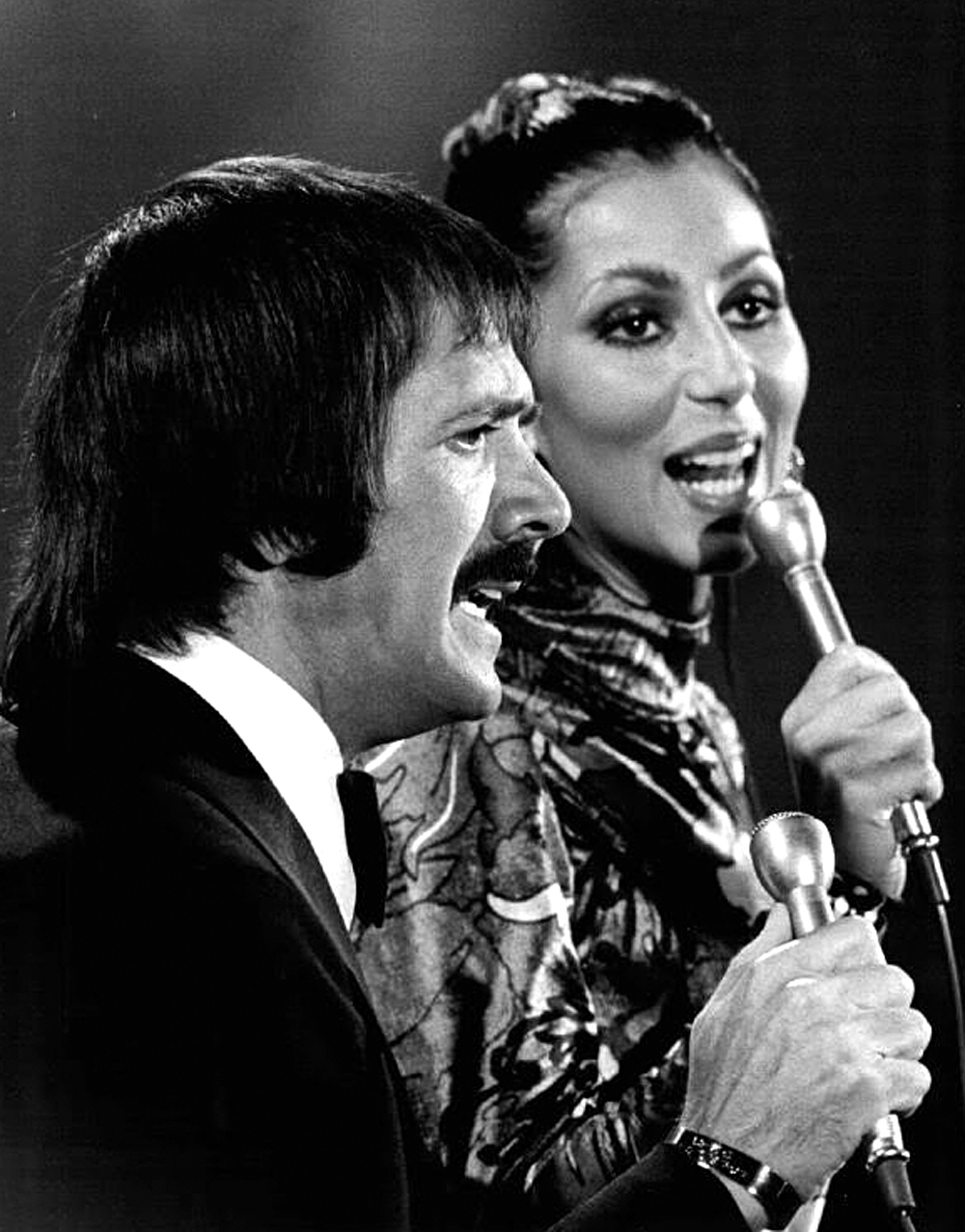
소니 앤 셰어(1976년)

소니 앤 셰어(Sonny And Cher)는 포크 록의 대두와 함께 등장한 미국의 혼성 듀엣 음악 그룹이다.
일찍부터 예능계와 관계가 있어 음반 선전을 비롯하여 작곡 등 여러 활동을 한 소니 보노와 여배우 지망생 셰어 라 피에르가 할리우드에서 만나 1964년 결성하였다.
1965년에 밀리언셀러 〈I Got You Babe〉를 발매했는데, 에스키모풍의 기묘한 옷차림과 자유 연애로 한때 화제가 대단하였으며 후에 둘은 결혼하였다. 이후 순조롭게 히트곡을 내며 1977년까지 활동하였으며, 소니의 자작곡도 많이 남겼다.
1998년 할리우드 명예의 거리에 등재되었다.

## 같이 보기
- 셰어 (가수)
- 소니 보노